# 벨로드롬
벨로드롬(영어: velodrome)은 트랙 자전거를 위한 경기장을 말한다. 자전거가 달리는 힘에 따라 원심력으로 튕겨져 나가지 않게 경주로가 안쪽으로 기울어져 있다.

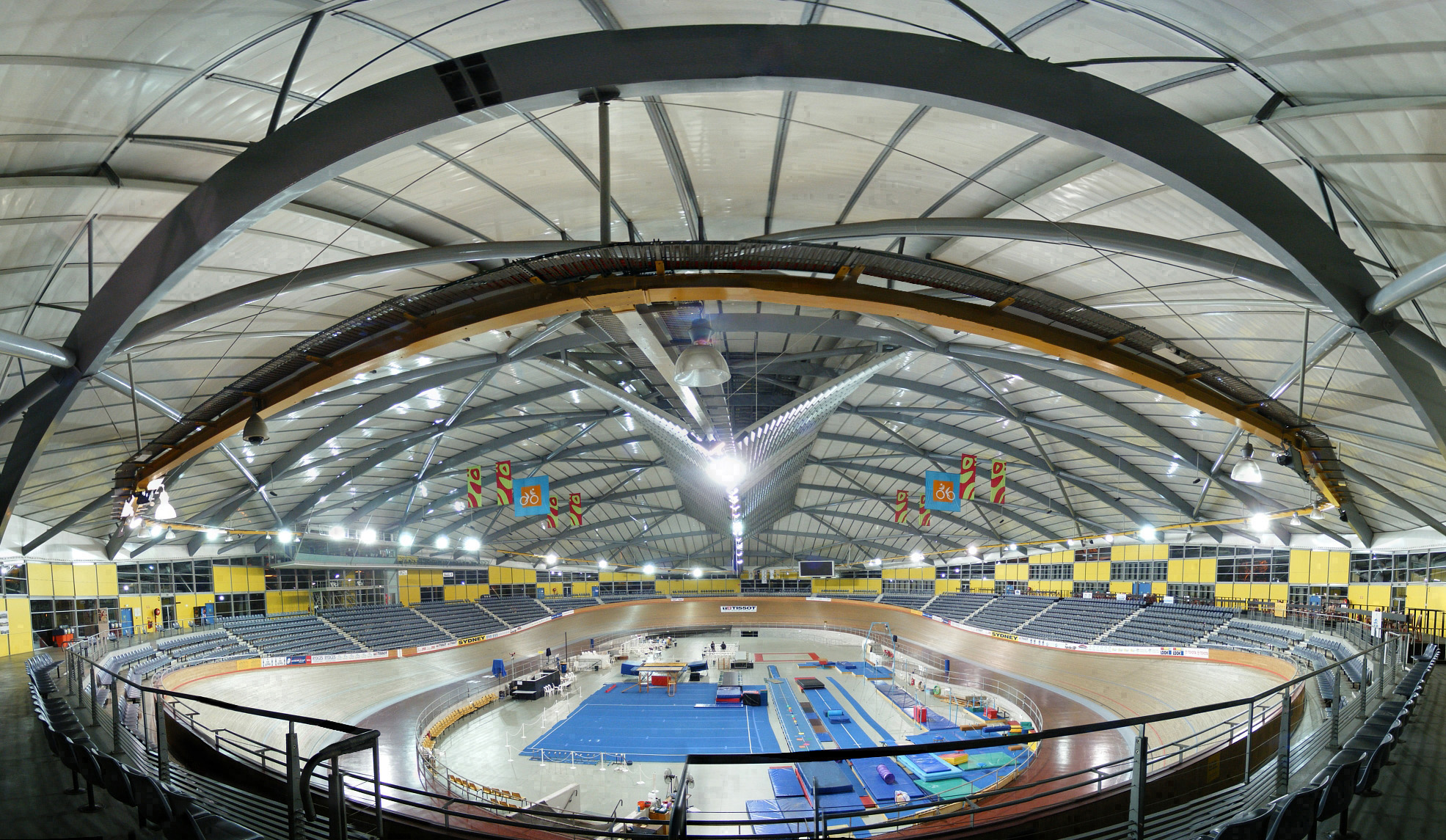
호주 뱅스타운에 있는 덩그레이 벨로드롬

## 규격
- 트랙 경기장은 트랙의 치수, 경사, 재료 및 장비 등에 대해 UCI(Union Cycliste Internationale) 국제사이클연맹의 국제공인을 받은 경우에는 UCI에 등록된 트랙경기를 개최할 수 있는 요건이 된다.[1]
- 자전거 트랙 경기장은 오벌 모양이며, 표면은 부드럽고 매끄러워 마찰을 크게 일으키지 않으며, 그렇다고 미끄럽지도 않아야 한다.
- 타이어와 트랙 표면간의 최소 25∼30도 마찰 각도에 지탱이 가능하도록 되어야 한다.
- 길이는 주로 250m와 333m이다. 현대에는 박진감 넘치는 경기를 위해 250m 트랙을 선호하고 있다.
- 내부 구조는 2개의 직선 주로에 연결된 2개의 굴곡 주로로 구성되며, 주로에서 선수가 원심력으로 이탈하는 것을 방지하기 위해 직선 주로는 7∼13도, 곡선주로는 22∼42도 경사각을 두고 있다.

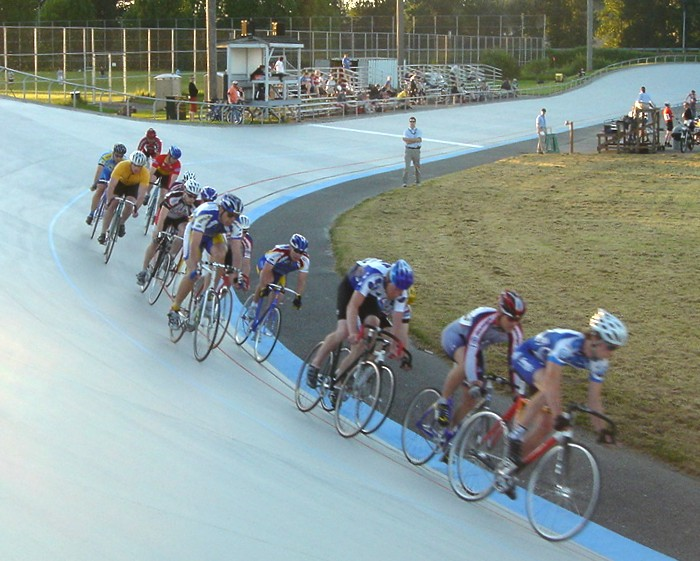
실외 벨로드롬에서 열리고 있는 자전거 경기

## 대한민국
서울, 창원, 부산 벨로드롬은 경륜 경기장으로 쓰고 있다.
| 장소       | 길이(m) | 노면     | 설립(년) | 등급       | 비고              |
| ---------- | ------- | -------- | -------- | ---------- | ----------------- |
| 의정부     | 333.33  | 시멘트   | 1989     | 국내1등급  | 2010완공          |
| 춘천       | 333.33  | 시멘트   | 1984     | 미사용     |                   |
| 서울       | 333.33  | 목재     | 1986     | 재공인 요  | 2010완공          |
| 나주       | 333.33  | 시멘트   | 1987     | 국내1등급  | 2008보수          |
| 대구       | 333.33  | 시멘트   | 1984     | 국내1등급  | 2007 보수         |
| 음성       | 500.00  | 시멘트   | 1991     | 재공인 요  |                   |
| 전주       | 333.33  | 시멘트   | 1991     | 국내1등급  | 2007보수          |
| 대전       | 333.33  | 시멘트   | 1993     | 국내1등급  | 2009보수          |
| 부산(경륜) | 333.33  | 강화합판 | 2002     | 재공인 요  | 국제 2등급        |
| 영주(경륜) | 333.33  | 목재     | 2002     | 국내 1등급 | 2009 보수(논슬립) |
| 영주(경륜) | 250.00  | 목재     | 2002     | 미공인     | (논슬립)          |
| 인천       | 333.33  | 아스콘   | 2007     | 국내1등급  |                   |
| 창원(경륜) | 333.33  | 아스콘   | 1997     | 국내 1등급 | 2010 보수(실내)   |
| 광명(경륜) | 333.33  | 아스콘   | 2006     | 미공인     | (실내)            |

## 같이 보기
- 경륜